# Maria Esclasans i Batet
Maria Esclasans i Batet   (Vilafranca del Penedès, 1875 - Barcelona, 13 de setembre de 1947) va ser una de les més importants antiquàries del mercat d’art i antiguitats a Barcelona durant la primera meitat del segle xx.
Nascuda el 1875 a Vilafranca del Penedès dins d'una una nissaga ben assentada a la vila en el terreny econòmic, social i cultural, es va casar amb Jaume Trius Casas, amb qui regentava una botiga de penons, brodats i articles tèxtils a la capital del Penedès. Es va interessat pel món de les antiguitats a través del capellà del convent de les carmelites de Vilafranca del Penedès, que havia format un petit museu al monestir. A la mort del mossèn, Esclasans va ser encarregada de vendre el fons del museu a antiquaris de Madrid.
La mort prematura del marit cap al 1905 va fer que la família política d’Esclasans assumís la responsabilitat del negoci familiar, i que ella en quedés al marge. El 1908 Esclasans va traslladar-se a Barcelona amb les seves quatre filles i hi va establir el seu propi negoci d'antiguitats. Al principi, en un pis del carrer de Copons, i a partir de 1917en un establiment al carrer de la Pietat, darrere mateix de la catedral. El negoci va prosperar i el 1926, va comprar un local al costat i va ampliar l’establiment. El 1935 va obrir una altra botiga a l'Eixample, al carrer de Mallorca, 259, entre la rambla de Catalunya i elpasseig de Gràcia, mantenint també la del Barri Gòtic, que després van regentar els seus hereus.
Esclasans va pertànyer al grup d'antiquaris del primer terç del segle xx que Frederic Marès va anomenar «antiquaris de sagristia», entre els quals hi havia també Celestí Dupont, Josep Bardolet, Domingo Vinyals i Joan Cuyàs. Estaven especialitzats en art antic, especialment de l'edat mitjana i, per satisfer l'interès de col·leccionistes com Maties Muntadas o Lluís Plandiura, d'institucions com la Junta de Museus o d’antiquaris i col·leccionistes internacionals recorrien tot el país a la cerca d'obres que poguessin satisfer-los. Esclasans és una de les poques dones antiquàries de què es té constància en aquella època.
L'Institut Amatller d'Art Hispànic conserva més d'un centenar de fotografies de vuitanta-nou peces de les quals ella o més tard els seus hereus van fer d'intermediaris entre 1925 i 1996. També es té constància de moltes operacions que va fer i de les relacions que va mantenir amb altres comerciants d'art i col·leccionistes gràcies a una llibreta de notes seva que s'ha conservat.
Esclasans, a més de fer les operacions de compra–venda d'obres d'art, també en col·leccionava. Les seves especialitats eren la pintura flamenca i la pintura hispana d’època gòtica i del primer Renaixement. Entre d'altres, el calvari atribuït a Juan Sánchez, que avui dia es troba al Museo del Prado, va ser propietat seva.
Les fotografies de l’Institut Amatller proven que Esclasans va comerciar també amb obres d'escultura i orfebreria, amb talles de totes les èpoques, especialment les romàniques i gòtiques, i peces d'orfebreria de totes les èpoques i tipologies diverses.